# Barracuda d'Antigua
Le Antigua Barracuda était un club antiguais de football basé à Saint John's créé en 2010 qui évoluait entre 2011 et 2013 dans la ligue nord-américaine d'USL Pro.

## Anciens joueurs
- Peter Byers
- James Marcelin